# Nomenclatura de hidrocarburos monocíclicos
La Nomenclatura de Hidrocarburos monocíclicos es una metodología establecida para denominar y agrupar los hidrocarburos que presentan una cadena principal o secundaria cerrada. Cuando todos los carbonos del compuesto tienen cuatro enlaces simples se denominan cicloalcanos. Los que presentan dobles ligaduras se denominan cicloalquenos y los que presentan triples ligaduras, cicloalquinos. A continuación se enunciarán las reglas de nomenclatura para compuestos de un solo ciclo (monocíclicos) alifáticos (alicíclicos). Los anillos aromáticos se revisarán en su artículo correspondiente. Para revisar las posiciones relativas del benceno, véase "Patrones de sustitución en hidrocarburos aromáticos"

## Hidrocarburos cíclicos no sustituidos

### Cicloalcanos
Los nombres de los cicloalcanos sin cadenas laterales se forman anteponiendo el prefijo "ciclo" al nombre del alcano lineal correspondiente con el mismo número de átomos de carbono. Su estructura se representa con un polígono correspondiente con su número de carbonos:
Los sustituyentes univalentes derivados de cicloalcanos sin cadenas laterales se nombran reemplazando la terminación "-ano" del nombre del hidrocarburo por la terminación "-il"; el átomo de carbono con la valencia libre se numera como 1. El nombre genérico de estos sustituyentes es "cicloalquilo".

### Cicloalquenos
Los nombres de los hidrocarburos insaturados monocíclicos (sin cadenas laterales) se forman mediante reemplazo de la terminación "-ano" por los sufijos "-eno" o “-ino” si solo contienen una doble o triple ligadura; para insaturaciones múltiples se utilizan los sufijos "-adieno", "-atrieno", "-adiino", etc. Los enlaces dobles y triples se mencionan con los números de posición tan bajos como sea posible. El nombre genérico de estos compuestos es “cicloalqueno”, “cicloalquino”, “cicloalcadieno”, “cicloalcatriino”, etc. En caso de  que solo haya un doble o triple enlace, se omite el localizador “1”. Si se presentan simultáneamente ligaduras dobles y triples, el alquino es el que tiene prioridad en el nombre y se menciona con el localizador más bajo posible.
Los ciclopolienos monocíclicos no sustituidos que contienen el máximo número de dobles enlaces no acumulados y con una fórmula general de CnHn (Para n par) o CnH2n-1 (para n impar) cuando n>6) se denominan anulenos. Un anuleno específico puede ser nombrado como [n]-anuleno, (n es el número de átomos de carbono del anillo). El [6]-anuleno (1,3,5-hexatrieno) tiene el nombre trivial más utilizado "benceno". Si n es un número impar, el hidrógeno adicional presente en el carbono tetraédrico generado debe de ir indicado. Si en un anuleno hay insaturaciones triples, se pueden nombrar a éstas como derivados de la deshidrogenación del anuleno. 
Los anulinos son los 1,2-dideshidroanulenos.  
Los nombres de los sustituyentes bivalentes derivados de hidrocarburos monocíclicos por la eliminación de dos átomos de hidrógeno a partir del mismo átomo de carbono del anillo se obtienen mediante la sustitución de las terminaciones "-ano", "-eno", "-ino", por "-iliden(o)", "-eniliden(o)" e "-iniliden(o)", respectivamente. 
Los sustituyentes bivalentes derivados de hidrocarburos monocíclicos saturados o alifáticos, formados por la eliminación de un átomo de hidrógeno de dos carbonos del ciclo, se nombran reemplazando la terminación "-ano", "-eno", "-dieno", "- ino ", etc, por el nombre del hidrocarburo cíclico y se utiliza la terminación ", -ilen(o) ","-enilen(o) ","-dienilen(o) ","-inilen(o) ", etc., según sea el caso. El número localizador más bajo se asigna a los átomos de carbono con las valencias libres. Las posiciones de los dobles y triples enlaces se indican en base al menor número posible de valencia libre: 
Los ciclos que contengan uno o más carbenos pueden ser descritos por reemplazo del prefijo “-ano” del sufijo "-ilideno". Par examplo, "ciclohexilideno":

## Hidrocarburos cíclicos sustituidos
Existen compuestos que presentan tanto estructuras cíclicas como lineales. Para nombrarlos, se pueden considerar los siguientes casos:  
1. Se toma la cadena abierta como compuesto principal, y las estructuras cíclicas como sustituyentes o
2. La estructura cíclica se considera el compuesto principal, y las cadenas se toman como sustituyentes.

Para elegir entre estos métodos, se toman en cuenta los siguientes criterios: 
(a) el número máximo de sustituciones en una sola unidad estructural
(b) la estructura con menor número de carbonos se toma como sustituyente y la estructura con mayor número de carbonos se toma como la principal.
A continuación se muestran algunos ejemplos para ilustrar estos criterios:
Los Radialenos son compuestos orgánicos monocíclicos sustituidos que contienen dobles ligaduras exocíclicas en conjugación cruzada. Se nombran como miembros de una serie homóloga de n átomos de carbono: [3]-radialeno, [4]-radialeno, [5]-radialeno, etc.

## Hidrocarburos aromáticos
El anillo de benceno tiene una nomenclatura especial. Las posiciones relativas del benceno son ipso, orto, meta y para. Existen hidrocarburos derivados del benceno con nombres triviales como tolueno, xileno, dureno, mesitileno, hemimeliteno, pseudocumeno, cumeno, estireno y estilbeno. El derivado de monosustitución se denomina fenilo.